# Diplotaxis dentipes
Diplotaxis dentipes är en skalbaggsart som beskrevs av Bates 1887. Diplotaxis dentipes ingår i släktet Diplotaxis och familjen Melolonthidae. Inga underarter finns listade i Catalogue of Life.